# Claudia Momoni
Claudia Momoni (Roma, 27 novembre 1963) è una medaglista italiana.

## Biografia
Si diploma al Liceo Artistico Statale nel 1981, poi frequenta la "Scuola dell'Arte della Medaglia - Giuseppe Romagnoli" dell'Istituto Poligrafico e Zecca dello Stato.
Inizia a lavorare nell'oreficeria specializzandosi in sbalzo e del cesellatura, nella modellazione della cera, della fusione a cera persa e del disegno del gioiello.
Nel 1993 entra nell'Istituto Poligrafico e Zecca dello Stato e disegna varie medaglie commemorative.

Nel 1997 disegna il rovescio delle 500 lire per il "70º Anniversario della Fondazione dell'Istat" e nel 2002 disegna la moneta da 10 centesimi di euro delle monete euro italiane  particolare de La nascita di Venere di Sandro Botticelli.
Ha anche disegnato alcune monete da 2 Euro commemorativi:
Repubblica Italiana:
2010: 200º anniversario della nascita di Cavour;
2014: 450º anniversario della nascita di Galileo Galilei;
2016: 550º anniversario della morte di Donatello;
2017: 2000º anniversario della morte di Tito Livio.
2021: Professioni sanitarie / Grazie 
Repubblica di San Marino:
2011: 500º anniversario della nascita di Giorgio Vasari;
2013: 500º anniversario della nascita di Pinturicchio.
Ha anche disegnato alcune monete Euro commemorativi da collezione:
Repubblica Italiana:
2019: 5 euro "50º anniversario dell'allunaggio";

## Fonti
- Biografia, su mebnet.altervista.org.

| Controllo di autorità | VIAF (EN) 328169084838390310002 · GND (DE) 1296990060 |